# یوکیهیرو هاشیموتو
یوکیهیرو هاشیموتو (انگلیسی: Yukihiro Hashimoto؛ زادهٔ ۱۷ سپتامبر ۱۹۶۵) بازیکن هندبال اهل ژاپن بود.